# غفعات هرتزل

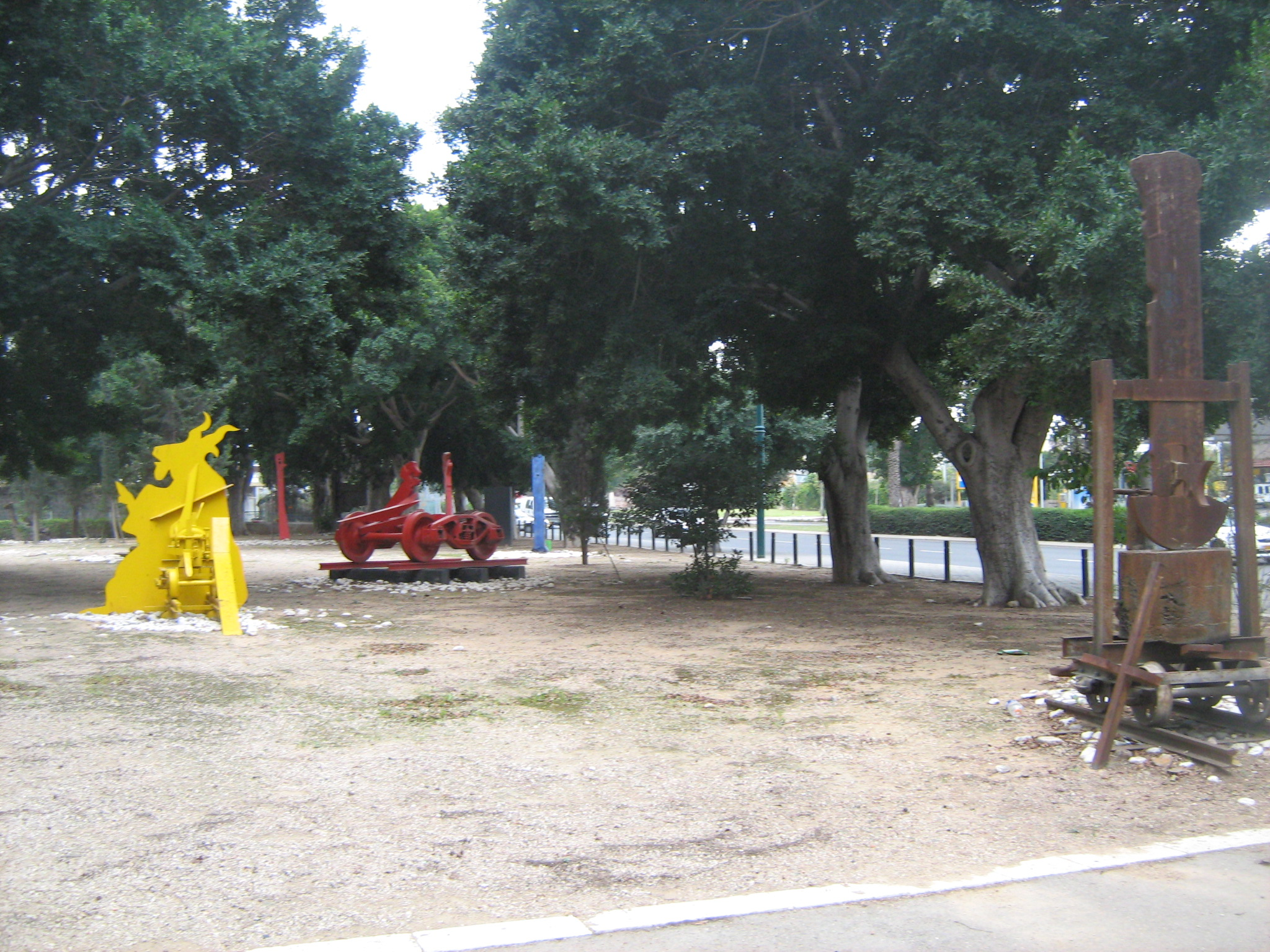
تماثيل يغال تومركين في حديقة أبو نبوت

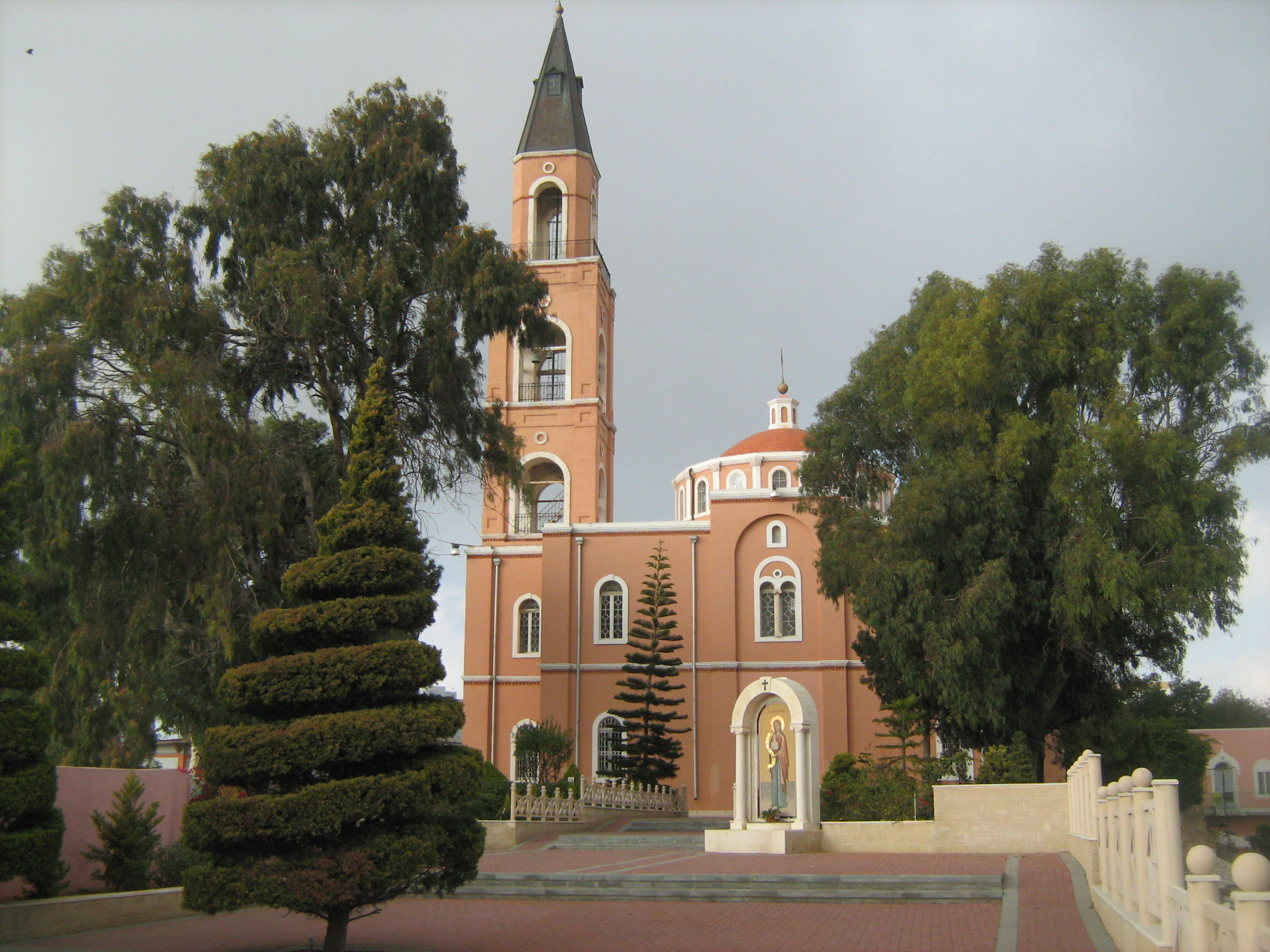
كنيسة القديس بطرس

غفعات هرتزل أو جفعات هرتزل (بالعبرية:גבעת הרצל، حرفياً. تل هرتزل) هو حي يقع في الجزء الجنوبي من تل أبيب بإسرائيل. يحتوي على مقبرة يهودية قديمة تم نهبها بشكل رئيسي خلال أواخر القرن التاسع عشر وأوائل القرن العشرين.

## التاريخ
كانت جفعات هرتزل واحدة من عدد من الأحياء اليهودية سريعة التوسع في بلدية يافا في فلسطين الانتدابية والتي تشكلت كأقمار صناعية لتل أبيب. بعد الثورة العربية عام 1936، طالب سكان جفعات هرتزل بضمهم إلى بلدية تل أبيب قائلين إنهم «كجسم غريب في بلدية يافا»، وأنهم جغرافيًا وعرقيًا وعضويًا" استمرار طبيعي لتل أبيب. في إشعار قانوني بالمزاد في صحيفة "فلسطين بوست" لعقار مملوك لليهود في أكتوبر 1939، يذكر الموقع باسم «جفعات هرتزل»، حي أبو كبير، يافا (اقتباسات في الأصل).
بحلول عام 1947، كانت جفعات هرتزل حيًا حدوديًا في تل أبيب، يُعرف أيضًا باسم شيهونات جفعات هرتزل. تُظهر خريطة تعود لعام 1947 أن جفعات هرتزل تقع شمال أبو كبير. وتشير تقارير أخرى من صحيفة «فلسطين بوست» في الفترة ما بين أغسطس وديسمبر 1947 إلى أن أبو كبير العربي وجفعات هرتزل اليهودية كانا يقعان جنبًا إلى جنب.
بعد مقتل أربعة يهود وعربي في جان هافاي على يد مجهولين، زادت التوترات بين الطائفتين. تم اقتحام حواجز الطرق التي أقامتها الهاغانا في منطقتي شهونت جفعات هرتزل وشهونات مكابي في تل أبيب من قبل حشود عربية في 14 أغسطس 1947. قُتل ثلاثة يهود وجُرح 20 آخرون. في وقت لاحق من تلك الليلة، قُتل سائق شاحنة يهودي كان ينقل بضائع من بئر توفيا إلى تل أبيب عند حاجز أبو كبير. 

## معالم
- مدرسة الطبيعة والبيئة والمجتمع - الابتدائية والمتوسطة تأسست عام 1986.
- الحدائق النباتية والحيوانية التي نمت منها أقسام علم الحيوان والنبات في جامعة تل أبيب
- مركز احتجاز تل أبيب، المعروف أيضًا باسم سجن أبو كبير
- سبيل أبو نبوت - نافورة عامة من العهد العثماني
- معهد أبو كبير للطب الشرعي - المؤسسة الوحيدة في إسرائيل المسموح لها بإجراء تشريح للجثث في حالات الوفاة غير الطبيعية.
- كنيسة القديس بطرس الروسية الأرثوذكسية - المعروفة أيضًا باسم «الكنيسة الروسية»